# Glenn Whelan
Glenn David Whelan, född 13 januari 1984 i Dublin, är en irländsk professionell fotbollsspelare som spelar för Bristol Rovers. Han har tidigare representerat det irländska landslaget. Han har tidigare spelat för bland annat Sheffield Wednesday, med vilka han vann uppflyttning till Championship i maj 2005. Whelan spelar helst på mittfältet som en playmaker, där hans kreativitet, passningar och fantastiska bollmottagningar kan användas fullt ut. 

## Klubbkarriär
Whelan började sin karriär i Manchester City. Whelan var sedan utlånad till Bury.
Whelan gjorde sitt första mål för Stoke i en 2-1-förlust mot Crystal Palace i april 2008 och vann uppflyttning med Stoke till Premier League i maj 2008.
Den 20 juli 2017 värvades Whelan av Aston Villa, där han skrev på ett tvåårskontrakt. Efter säsongen 2018/2019 lämnade Whelan klubben då hans kontrakt gick ut.
Den 4 september 2021 värvades Whelan av nyligen nedflyttade League Two-klubben Bristol Rovers, där han skrev på ett ettårskontrakt och återförenades med tidigare Fleetwood-tränaren Joey Barton.

## Landslagskarriär
Han har representerat Irlands U20-landslag under FIFAs U20-VM 2003 och spelat 14 matcher i U21-landslaget, där han även varit lagkapten. Han debuterade för seniorlandslaget i en match mot Serbien i maj 2008 och gjorde sitt första mål för Irland mot Georgien i Mainz, Tyskland, den 6 september 2008.